# Montescudo-Monte Colombo

Montescudo-Monte Colombo est une commune italienne de 6 777 habitants (2022) située dans la province de Rimini dans la région de l'Émilie-Romagne dans le nord-est de l'Italie qui comprend Monte Colombo, Montescudo.
1. ↑  « https://demo.istat.it/?l=it »